# Almoloya de Alquisiras (municipi)
Almoloya de Alquisiras és un municipi de l'estat de Mèxic. Almoloya de Alquisiras és el cap de municipi i principal centre de població d'aquesta municipalitat. Aquest municipi és a la part nord-occidental de l'estat de Mèxic. Limita al nord amb els municipis de Coatepec Harinas i Texcaltitlán, al sud amb Zacualpan, a l'oest amb Sultepec i a l'est amb Texcaltitlán.